# Венжичин
Венжичин (пол. Wężyczyn) — село в Польщі, у гміні Лятович Мінського повіту Мазовецького воєводства.
Населення — 216 осіб (2011).

## Демографія
Демографічна структура станом на 31 березня 2011 року:
|          | Загалом | Допрацездатний вік | Працездатний вік | Постпрацездатний вік |
| -------- | ------- | ------------------ | ---------------- | -------------------- |
| Чоловіки | 114     | 35                 | 63               | 16                   |
| Жінки    | 102     | 20                 | 56               | 26                   |
| Разом    | 216     | 55                 | 119              | 42                   |